# シマロン (1931年の映画)
『シマロン』（Cimarron）は、1931年のアメリカ合衆国の映画。RKO製作。第4回アカデミー賞（1930〜1931年）にてアカデミー賞最優秀作品賞・アカデミー賞最優秀脚色賞の2部門を受賞した。

## 概要
原作は、当時ハリウッドでは片っ端から映画化されたベストセラー女流作家エドナ・ファーバーが1929年に発表した、壮大なスケールの米国開拓史劇である。同じ原作を元に、1960年に再映画化もされている。
本作はグレート・ランや無法者たちとの撃ち合いなど西部劇的な見所も多数あるが、女性が政界に進出したり、インディアンが油田の発見で富を得たり、米西戦争が勃発したりということで、近代の米国史の流れがこの作品の厚みと興味を増している、従来の西部劇とは一線を画す特異な作品である。

## あらすじ
1889年のオクラホマにおける土地獲得レース、いわゆるグレート・ランが冒頭に出てくる。ウィチタ出身の放浪好きなヤンシー・クラバットがこのレースに参加しようとするが、悪徳一味の情婦ディクシー・リー（エステル・テイラー）にたぶらかされ土地獲得に失敗。故郷に戻った彼は周囲の反対を押し切り妻セーブラと息子を連れて再びオクラホマへ。オーセージという街で新聞の発行を試み、無法者たちの天下だった町の浄化に貢献、さらに悪党一味と闘い続け名士となるが、持ち前の放浪癖が顔を出し、平和になった町を後にして旅立つ。
町に残った妻セーブラは息子シマロン（シム）を育てながら新聞社の経営に努力し、女性たちの社会的地位の向上に努め、ついに下院議員に選出される。成長した息子シムはインディアンの娘と恋に落ち、母の反対を押し切って結婚する。オクラホマに石油が出たことでオーセージもその恩恵で潤い、急速に近代的な町になっていく。
時は流れ1931年、老いたヤンシーは油田の事故で人命救助にあたった際に重傷を負い、急を聞いて駆けつけたセーブラの腕に抱かれて微笑みを浮かべながら死ぬ。

## キャスト
- ヤンシー：リチャード・ディックス
- セイブラ：アイリーン・ダン
- ディクシー：エステル・テイラー
- トレイシー：エドバ・メイ・オリバー
- リッキー：ロスコー・エイツ
- ソル・レビー：ジョージ・E・ストーン
- フェリス：ナンス・オニール
- キッド：ウィリアム・コリアー・Jr

## スタッフ
- 監督： ウェズリー・ラッグルズ
- 製作： ウィリアム・ルバロン
- 原作： エドナ・ファーバー
- 脚本： ハワード・エスタブルック
- 撮影： エドワード・クロンジャガー
- 音楽： マックス・スタイナー

## エピソード
- 西部劇初のアカデミー賞受賞作品である。
- 原作、映画共に実在の人物をモデルとしている。
- 映画化権料が当時12万5千ドル支払われた。
- 映画冒頭のグレート・ラン(land rush)には5000名のエキストラ、28名のカメラマン、6名のスチル・カメラマン、27名のカメラ助手がついて、撮影に1週間かかった。
- アカデミー賞最優秀作品賞を獲得したにもかかわらず、この作品でRKOは約55万ドル（インフレを考慮すると現在約5800万ドル）の損失を出した。1935年再公開した際でも約143万ドルの予算で差し引き56万ドルの赤字が残った。現在まで最優秀作品賞を獲得しながら、赤字となった唯一の作品と言われている。これは、獲得の年に襲った大恐慌の影響ではという説もある。
- また本作は、制作会社RKO唯一のアカデミー賞最優秀作品賞を獲得した作品である。のちに同じく作品賞に輝いた『我等の生涯の最良の年』（1946年）はRKOが配給したが、制作は独立プロデューサー、サミュエル・ゴールドウィン・プロの作品である。

## 日本語吹替
- パブリックドメインDVD版（発売元：マックスター、ミック・エンターテイメント）
  - ヤンシー：家中宏
  - セイブラ：藤井佳代子
  - ディクシー：水野千夏
  - トレイシー：望木祐子
  - リッキー：秋元羊介
  - ソル・レビー：水野光太
  - 演出：松川陸　翻訳：鈴木紫穂　制作：ミック・エンターテイメント